# 上飯田駅
上飯田駅（かみいいだえき）は、愛知県名古屋市北区上飯田通1丁目にある、名古屋鉄道（名鉄）・名古屋市交通局（名古屋市営地下鉄）の駅。駅番号は名鉄がKM13、名古屋市営地下鉄がK01。

## 概要
名鉄の小牧線と、名古屋市営地下鉄の上飯田線が乗り入れており、前者は当駅が起点、後者は当駅が終点であるが、ほぼ全ての列車が当駅を介して相互直通運転を行っており、実質的には中間駅としての性格が強い。ただし当駅を含む区間においては、名鉄・名古屋市交通局とも線路を保有しない第二種鉄道事業者となっており、線路を保有している第三種鉄道事業者は上飯田連絡線株式会社である。
当駅は両社局の共同使用駅であり、名鉄の管轄駅である。名古屋市交通局としては2021年7月1日より名城線運転区の管轄となっている。
当駅から蒲郡駅間が、御嵩駅 - 蒲郡駅間と並んで名鉄全区間通じて最高額の運賃となる（2024年現在2050円）。

## 歴史
1971年（昭和46年）に当駅に接続する名古屋市電が廃止された後、名古屋の都心部へ向かうにはここから市バスに乗り換えるか、1 km南方にある平安通駅まで徒歩で乗り換える必要があった。当駅から平安通駅まで、朝夕の通勤ラッシュ時には乗換の為に多くの人の移動があり、その様は「大名行列」や「平安通ダッシュ」、「上飯田ダッシュ」等と言われる事もあった。
2003年（平成15年）の地下鉄上飯田線開業により、それまでの地上駅（高架駅）から新設された地下駅へ移転した。なお、手続き上は既存駅の移設・地下化ではなく、地上駅およびそれに乗り入れる旧路線を廃止した上で、地下路線・地下駅を新設開業した形となっている。
地上駅時代は、プラットホーム終端部から渡り廊下で駅ビル「名鉄上飯田ビル」に接続する形態となっていた。ビルは地下駅移転後も現存するが、旧駅改札口のあった2階は閉鎖されているが、衣料品テナントとしてオンセンドが営業している。また、同ビルにはかつては名鉄系列のスーパーマーケット「名鉄パレ」が営業していたが、のちにMikawayaが開店している。

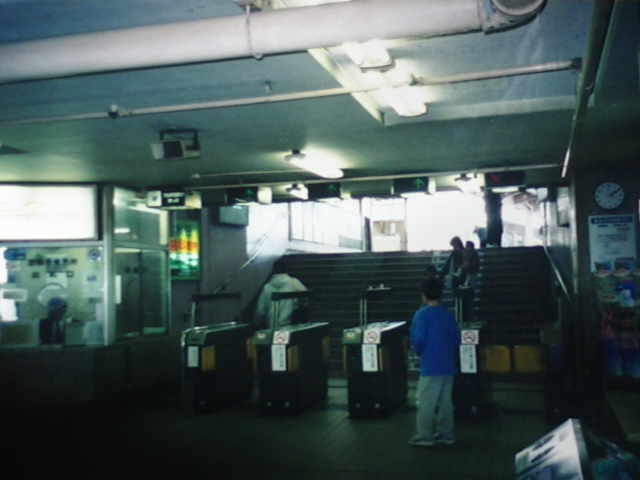
旧駅改札口（2003年3月）
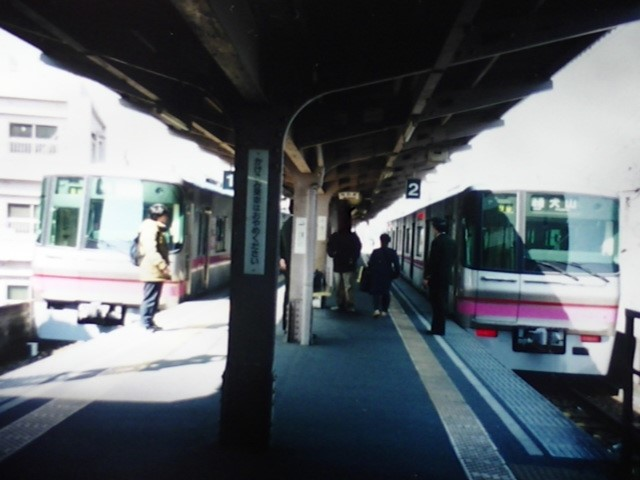
旧駅ホーム（2003年3月）
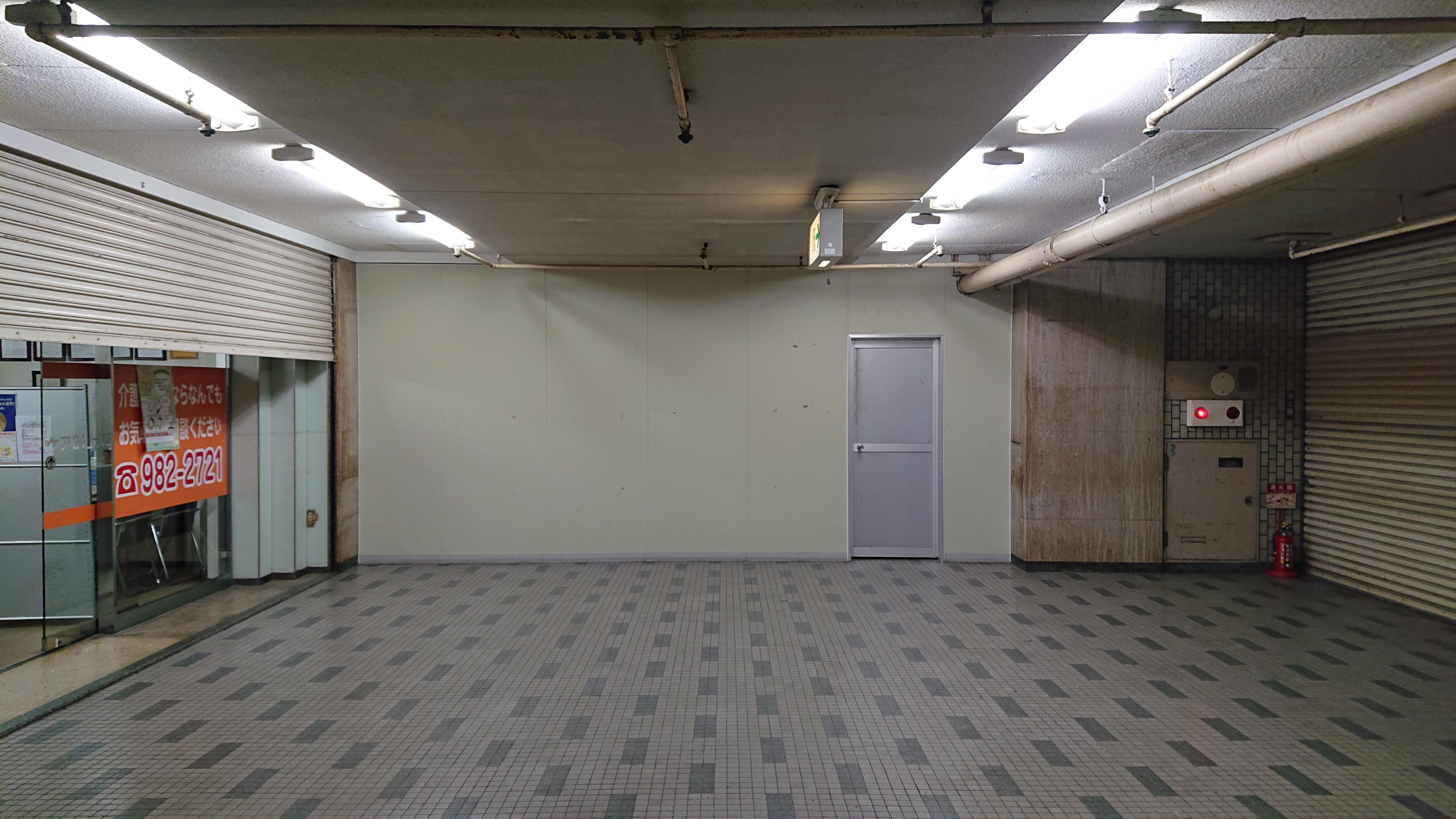
旧駅改札口は板でふさがれている （2018年12月）

### 年表
- 1931年（昭和6年）2月11日：名岐鉄道上飯田駅開業。
- 1944年（昭和19年）7月11日：名古屋市電御成通線が駅前に乗り入れ。
- 1964年（昭和39年）3月10日：駅ビル建設工事に伴い仮駅舎供用開始。営業キロを0.1km短縮[2]。
- 1965年（昭和40年）12月20日：駅ビル（名鉄上飯田ビル）が開業し[3]、同ビル内に名鉄ストアー（後のパレマルシェ）上飯田店開業[1]。同時期に駅ビル3階から上の公団住宅の募集開始。
- 1971年（昭和46年）2月1日：市電廃止。
- 1987年（昭和62年）5月：自動改札機設置[4]。
- 1991年（平成3年）3月22日：発着線を1線増設しホーム1面2線となる[5]。
- 2003年（平成15年）3月27日：地上駅を廃止し、新設された地下ホームでの営業を開始。トランパスに対応化。名鉄小牧線と地下鉄上飯田線の相互直通運転を開始。
- 2007年（平成19年）3月31日：翌4月1日から地下鉄上飯田線の運転業務を名鉄へ委託するのに伴い、この駅での乗務員交代を終了。
- 2011年（平成23年）2月11日：ICカード乗車券「manaca」供用開始。
- 2012年（平成24年）2月29日：トランパス供用終了。

## 駅構造
島式ホーム1面2線を有する地下駅で、ホームドアが設置されている。ホームは6両まで対応している。上飯田線は開業時点では名城線としか交差していないが、名城線より造られた時期がかなり遅く、さらに当駅北側で庄内川を地下トンネルでくぐるためにホームは地下約21mと深い位置にある。また、小牧寄りには庄内川からの浸水を防ぐために防水扉が設置されている。
小牧寄りに引き上げ線があり、当駅止まり最終列車がここで夜間滞泊した後、翌朝の当駅始発平安通行きとなる。それ以外はすべて直通運転である。なお当駅での乗務員交代は行わず、名鉄の乗務員が平安通駅まで担当する。
当駅は上小田井駅と同様に名鉄管理であるため窓口でミューチケットや名鉄の企画乗車券が購入可能だが、乗車券確認システムは非導入である。逆に名古屋市交通局の一日乗車券などは自動券売機でのみ発売。manacaは名鉄仕様のみ発売している。窓口では名古屋市交通局単独の定期券は購入できないため、平安通駅や大曽根駅などで購入することになる（市交通局の自動券売機で一部の定期券を購入することは可能）。
駅名標は名鉄仕様と名古屋市交通局仕様が混在している。時刻表は犬山方面は名鉄仕様のものが、平安通方面は名古屋市交通局仕様のものが設置されている。駅構内の案内サイン類やホームの自動アナウンスは名鉄仕様である。
地上駅時代は頭端式（島式）高架ホーム1面2線を有する高架駅であった。

### のりば
| 番線 | 路線           | 行先           |
| ---- | -------------- | -------------- |
| 1    | 地下鉄上飯田線 | 平安通方面     |
| 2    | KM 名鉄小牧線  | 小牧・犬山方面 |

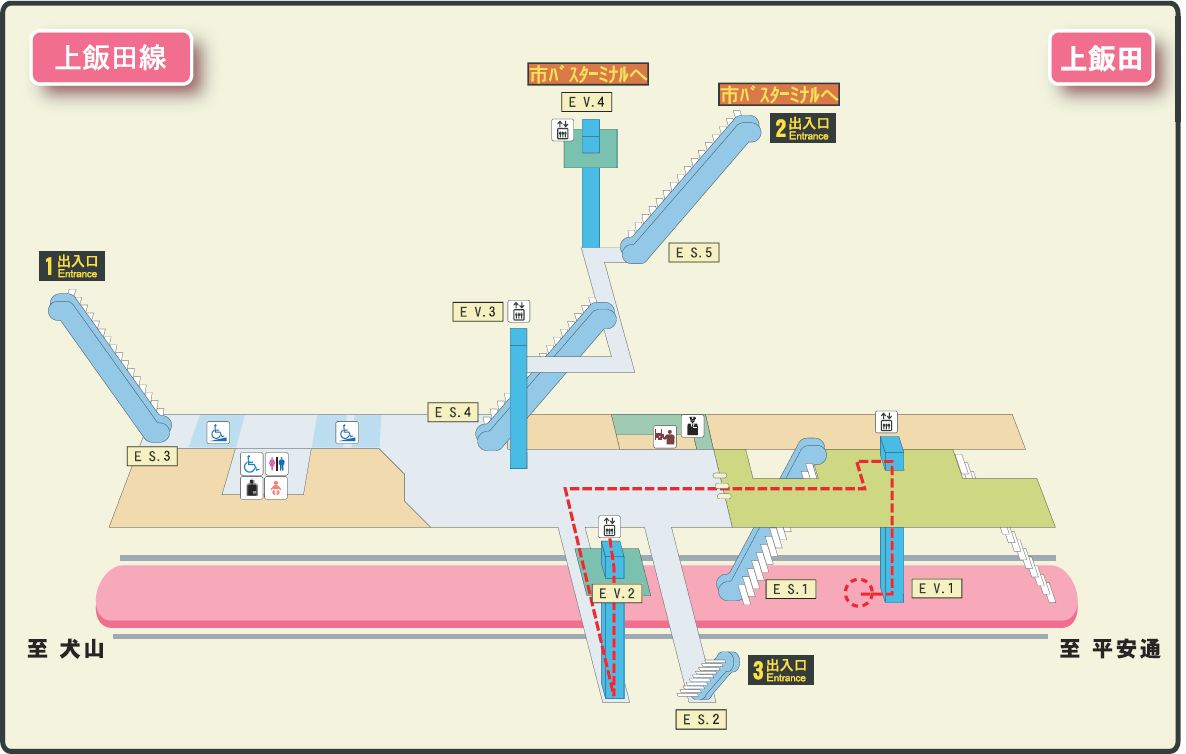
駅構内図
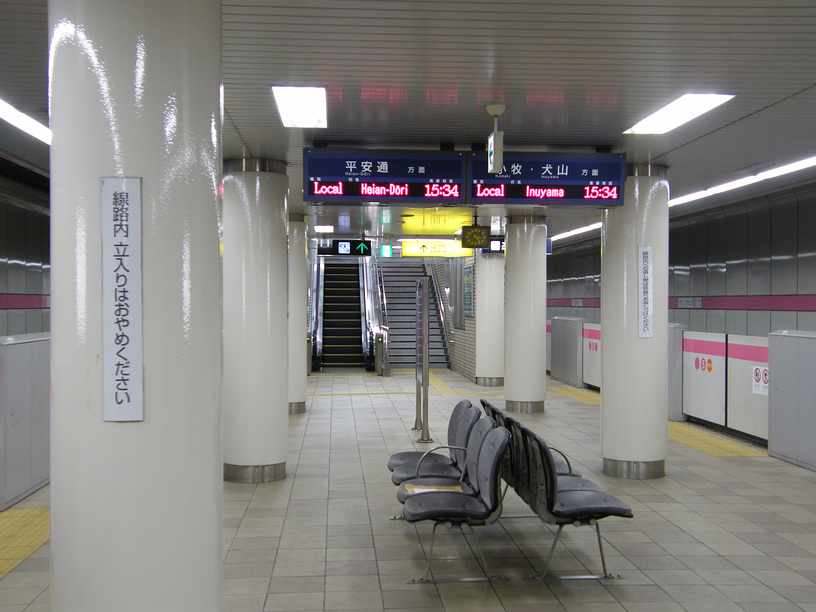
プラットホーム
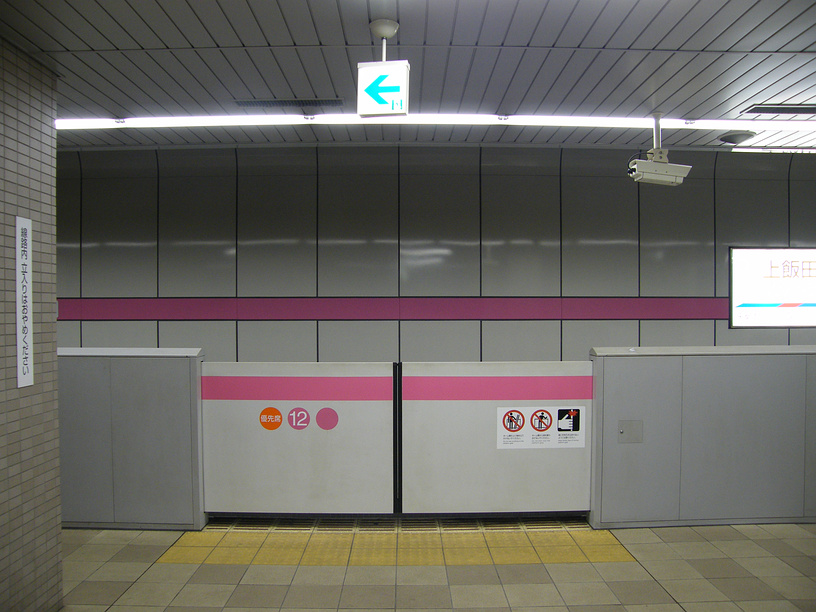
ホームドア
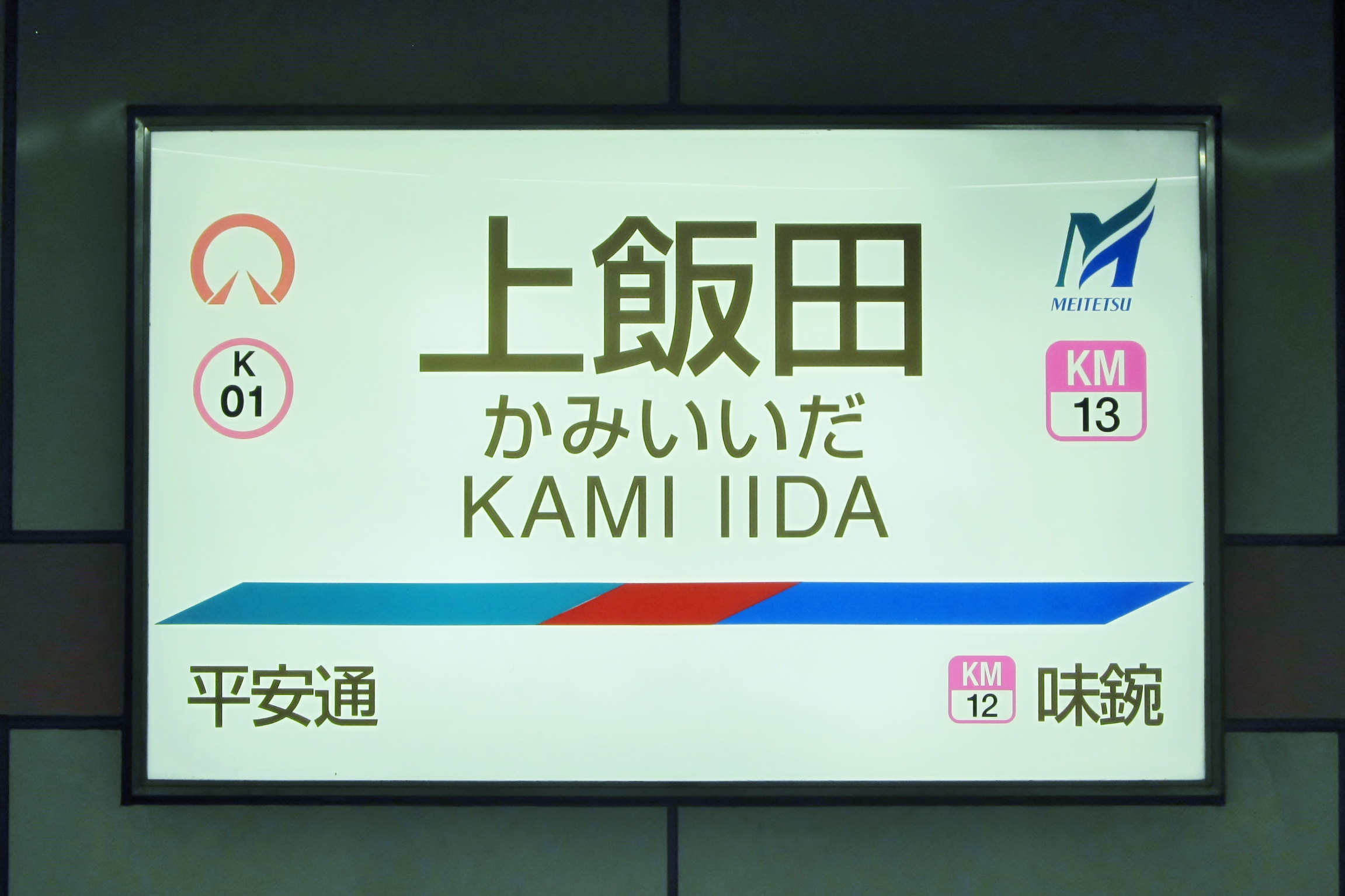
駅名標。名鉄様式に名古屋市営地下鉄のロゴと駅番号が入っている。
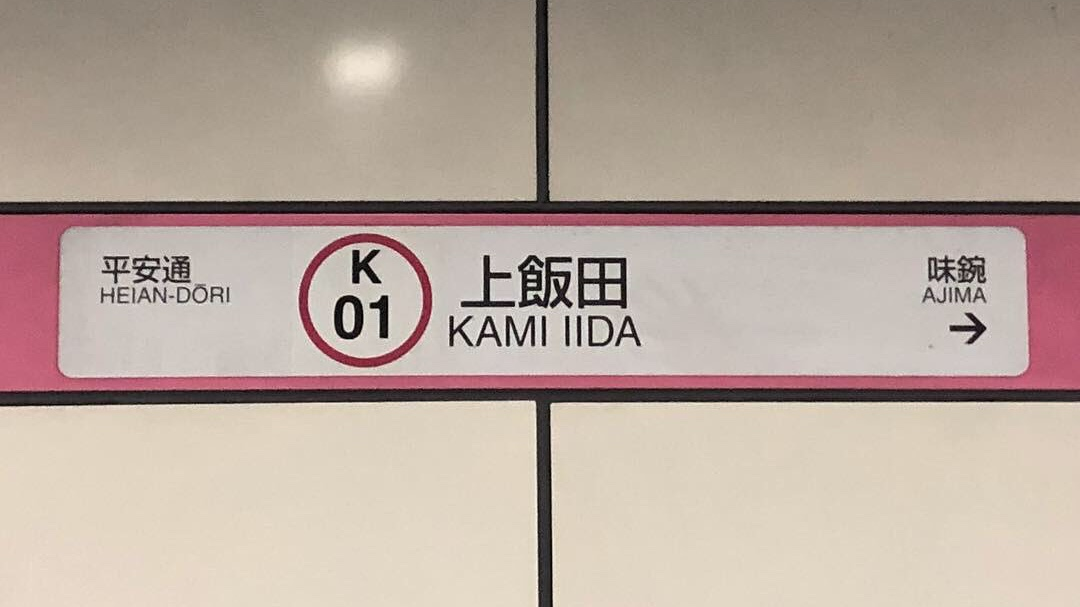
名古屋市交通局仕様の駅名標。他駅と異なり、ローマ字は名鉄の表記になっている。
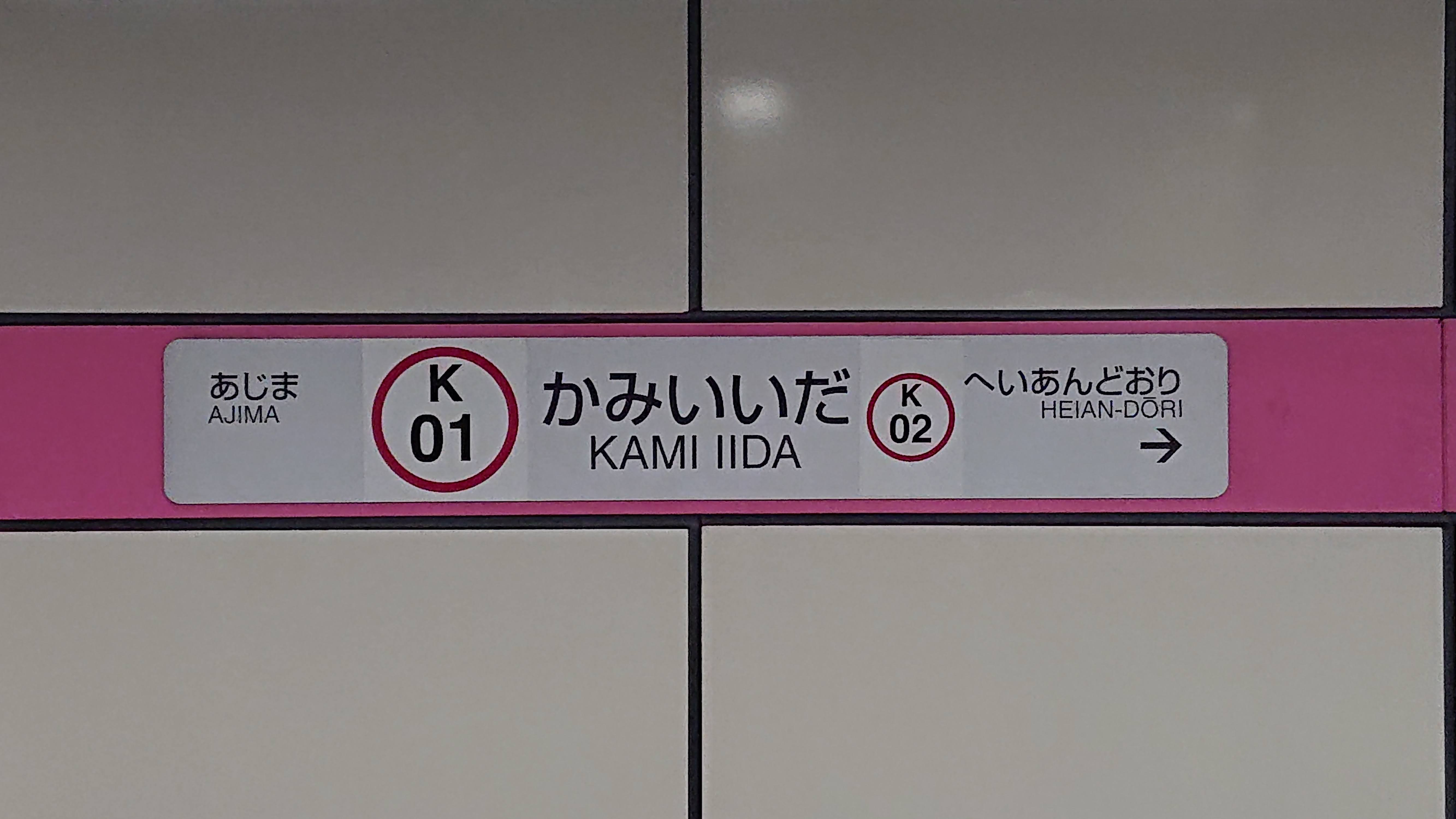
名古屋市交通局仕様の駅名標（平仮名仕様）

### 配線図
| ← 平安通駅 | 上飯田駅 構内配線略図 | → 小牧・ 犬山方面 |
| 凡例 出典: |                       |                   |

### 備考
上飯田駅での誤降車を防止するため、平安通行き列車の味鋺駅発車後の次駅放送並びに上飯田駅到着前の放送は「地下鉄名城線をご利用のお客様は、終点の平安通までご乗車ください」という旨のアナウンスが流されている。

## 利用状況

### 名古屋鉄道
- 『名鉄120年：近20年のあゆみ』によると2013年度当時の1日平均乗降人員は3,578人であり、この値は名鉄全駅（275駅）中119位、小牧線（14駅）中7位であった[10]。
- 『名古屋鉄道百年史』によると1992年度当時の1日平均乗降人員は15,108人であり、この値は岐阜市内線均一運賃区間内各駅（岐阜市内線・田神線・美濃町線徹明町駅 - 琴塚駅間）を除く名鉄全駅（342駅）中26位、小牧線（14駅）中2位であった[11]。
- 『名鉄 1983』によると、1981年度当時の一日平均乗降人員は14,618人であり、この値は名鉄全駅中24位であった[12]。

『愛知県統計書』『愛知県統計年鑑』『小牧市統計年鑑』各号等によると、一日平均乗車人員および一日平均乗降人員の推移は以下の通りである。
| 年                 | 乗車人員 | 乗車人員 | 乗降人員 | 備考                            |
| 年                 | 総数     | 定期     | 乗降人員 | 備考                            |
| ------------------ | -------- | -------- | -------- | ------------------------------- |
| 1932（昭和07）年度 | 494      |          | 1016     | [ 13 ]                          |
| 1933（昭和08）年度 | 518      |          | 1064     | [ 14 ]                          |
| 1934（昭和09）年度 | 453      |          | 923      | [ 15 ]                          |
| 1935（昭和10）年度 | 423      |          | 855      | [ 16 ]                          |
| 1936（昭和11）年度 | 389      |          | 774      | [ 17 ]                          |
| 1937（昭和12）年度 | 403      |          | 809      | [ 18 ]                          |
| 1938（昭和13）年度 | 341      |          | 686      | [ 19 ]                          |
| 1939（昭和14）年度 | 152      |          | 310      | [ 20 ]                          |
| 1940（昭和15）年度 | 165      |          | 318      | [ 21 ]                          |
| 1941（昭和16）年度 |          |          |          |                                 |
| 1942（昭和17）年度 |          |          |          |                                 |
| 1943（昭和18）年度 |          |          |          |                                 |
| 1944（昭和19）年度 |          |          |          |                                 |
| 1945（昭和20）年度 |          |          |          |                                 |
| 1946（昭和21）年度 |          |          | *7386    | [ 22 ]                          |
| 1947（昭和22）年度 |          |          |          |                                 |
| 1948（昭和23）年度 |          |          |          |                                 |
| 1949（昭和24）年度 | *4655    |          | *8984    | 期間は1949年5月 - 1950年4月末   |
| 1950（昭和25）年度 | *4132    |          | *7729    | 期間は1949年11月 - 1950年10月末 |
| 1951（昭和26）年度 | *4230    |          | *8120    | [ 25 ]                          |
| 1952（昭和27）年度 | 3892     |          | 7679     | [ 26 ]                          |
| 1953（昭和28）年度 | 4030     |          | 7965     | [ 27 ]                          |
| 1954（昭和29）年度 | 4159     |          | 8277     | [ 28 ]                          |
| 1955（昭和30）年度 | 4174     |          | 8399     | [ 29 ]                          |
| 1956（昭和31）年度 | 4271     |          | 8527     | [ 30 ]                          |
| 1957（昭和32）年度 | 4386     |          | 8759     | [ 31 ]                          |
| 1958（昭和33）年度 |          |          |          |                                 |
| 1959（昭和34）年度 |          |          |          |                                 |
| 1960（昭和35）年度 |          |          |          |                                 |
| 1961（昭和36）年度 |          |          |          |                                 |
| 1962（昭和37）年度 |          |          |          |                                 |
| 1963（昭和38）年度 |          |          |          |                                 |
| 1964（昭和39）年度 |          |          |          |                                 |
| 1965（昭和40）年度 |          |          |          |                                 |
| 1966（昭和41）年度 |          |          |          |                                 |
| 1967（昭和42）年度 |          |          |          |                                 |
| 1968（昭和43）年度 |          |          |          |                                 |
| 1969（昭和44）年度 |          |          |          |                                 |
| 1970（昭和45）年度 |          |          |          | 1971年2月1日市電廃止            |
| 1971（昭和46）年度 |          |          |          |                                 |
| 1972（昭和47）年度 |          |          |          |                                 |
| 1973（昭和48）年度 |          |          |          |                                 |
| 1974（昭和49）年度 |          |          |          |                                 |
| 1975（昭和50）年度 |          |          |          |                                 |
| 1976（昭和51）年度 |          |          |          |                                 |
| 1977（昭和52）年度 |          |          |          |                                 |
| 1978（昭和53）年度 | 7610     | 5416     |          | [ 32 ]                          |
| 1979（昭和54）年度 | 7537     | 5380     |          | [ 33 ]                          |
| 1980（昭和55）年度 | 7506     | 5323     |          | [ 34 ]                          |
| 1981（昭和56）年度 | 7495     | 5390     | 14618    | [ 35 ] [ 12 ]                   |
| 1982（昭和57）年度 | 7569     | 5339     |          | [ 36 ]                          |
| 1983（昭和58）年度 | 7497     | 5266     |          | [ 37 ]                          |
| 1984（昭和59）年度 | 7651     | 5304     |          | [ 38 ]                          |
| 1985（昭和60）年度 | 7700     | 5347     |          | [ 39 ]                          |
| 1986（昭和61）年度 | 7569     | 5244     |          | [ 40 ]                          |
| 1987（昭和62）年度 | 7550     | 5226     |          | [ 41 ]                          |
| 1988（昭和63）年度 | 7421     | 5132     | 14908    | [ 42 ]                          |
| 1989（平成元）年度 | 7359     | 5105     | 14776    | [ 43 ]                          |
| 1990（平成02）年度 | 7238     | 5075     | 14543    | [ 44 ]                          |
| 1991（平成03）年度 | 7546     | 5209     | 15148    | [ 45 ]                          |
| 1992（平成04）年度 | 7531     | 5228     | 15108    | [ 46 ]                          |
| 1993（平成05）年度 | 7313     | 5014     | 14650    | [ 47 ]                          |
| 1994（平成06）年度 | 6994     | 4739     | 14016    | [ 48 ]                          |
| 1995（平成07）年度 | 6855     | 4649     | 13742    | [ 49 ]                          |
| 1996（平成08）年度 | 6546     | 4290     | 13115    | [ 50 ]                          |
| 1997（平成09）年度 | 6268     | 4062     | 12553    | [ 51 ]                          |
| 1998（平成10）年度 | 5943     | 3833     | 11895    | [ 52 ]                          |
| 1999（平成11）年度 | 5634     | 3602     | 11278    | [ 53 ]                          |
| 2000（平成12）年度 | 5355     | 3432     | 10719    | [ 54 ]                          |
| 2001（平成13）年度 | 5046     | 3205     | 10088    | [ 55 ]                          |
| 2002（平成14）年度 | 4890     | 3051     | 9766     | 2003年3月27日地下鉄上飯田線開業 |
| 2003（平成15）年度 | 2362     | 1389     | 4596     | [ 57 ]                          |
| 2004（平成16）年度 | 2325     | 1384     | 4620     | [ 58 ]                          |
| 2005（平成17）年度 | 2352     | 1475     | 4669     | [ 59 ]                          |
| 2006（平成18）年度 | 2452     | 1601     | 4864     | [ 60 ]                          |
| 2007（平成19）年度 | 2510     | 1674     | 4980     | [ 61 ]                          |
| 2008（平成20）年度 | 2435     | 1637     | 4828     | [ 62 ]                          |
| 2009（平成21）年度 | 2341     | 1600     | 4642     | [ 63 ]                          |
| 2010（平成22）年度 | 2482     | 1751     | 4929     | [ 64 ]                          |
| 2011（平成23）年度 | 1764     | 1076     | 3526     | [ 65 ]                          |
| 2012（平成24）年度 | 1751     | 1160     | 3500     | [ 66 ]                          |
| 2013（平成25）年度 | 1790     | 1127     | 3578     | [ 67 ]                          |
| 2014（平成26）年度 | 1813     | 1160     | 3629     | [ 68 ]                          |
| 2015（平成27）年度 | 1866     | 1234     | 3742     | [ 69 ]                          |
| 2016（平成28）年度 | 1920     | 1279     | 3863     | [ 70 ]                          |
| 2017（平成29）年度 | 1990     | 1189     | 4008     | [ 71 ]                          |
| 2018（平成30）年度 | 2040     | 1326     | 4104     | [ 72 ]                          |
| 2019（令和元）年度 | 2120     | 1391     | 4267     | [ 73 ]                          |
| 2020（令和02）年度 | 1739     | 1215     | 3488     | [ 74 ]                          |
| 2021（令和03）年度 |          |          | 3626     | [ 75 ]                          |

* 千人単位からの概算値
かつては小牧線の駅では犬山駅に次いで利用客が多かったが、2003年の地下鉄上飯田線開業後は、地下鉄直通を含まない名鉄だけの利用者は少なくなっている。

### 名古屋市交通局
2019年度の一日平均乗車人員は17,532人（名鉄連絡含む）である。ちなみに地下鉄だけの場合、一日平均乗車人員は2,566人、2019年度（令和元年度）で妙音通駅に次いで利用客が少ない（年度によっては当駅の次に少ない鶴里駅やその次の神沢駅、西高蔵駅や総合リハビリセンター駅より多くなることがある。）。

## 駅周辺

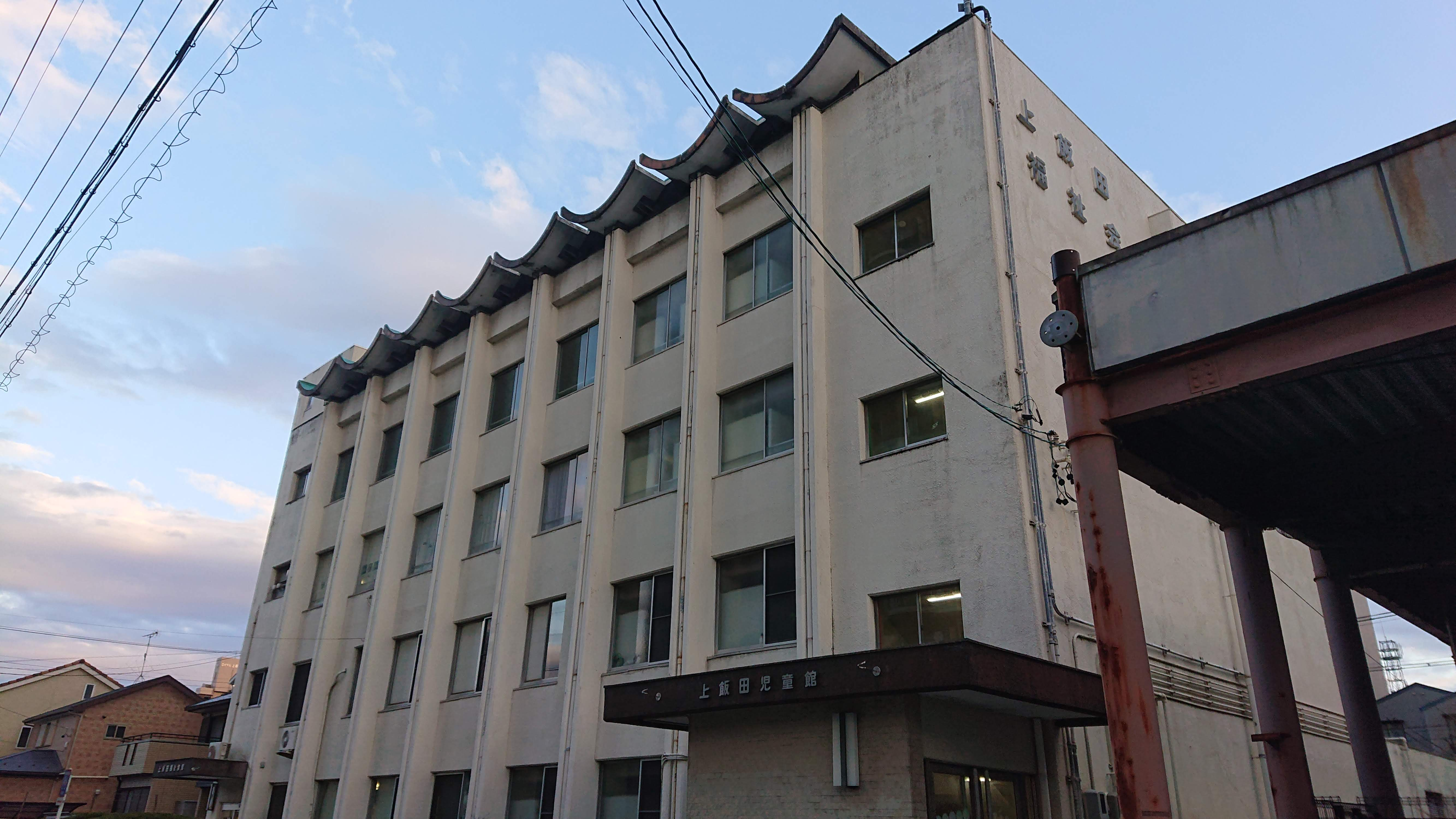
名古屋市上飯田児童館

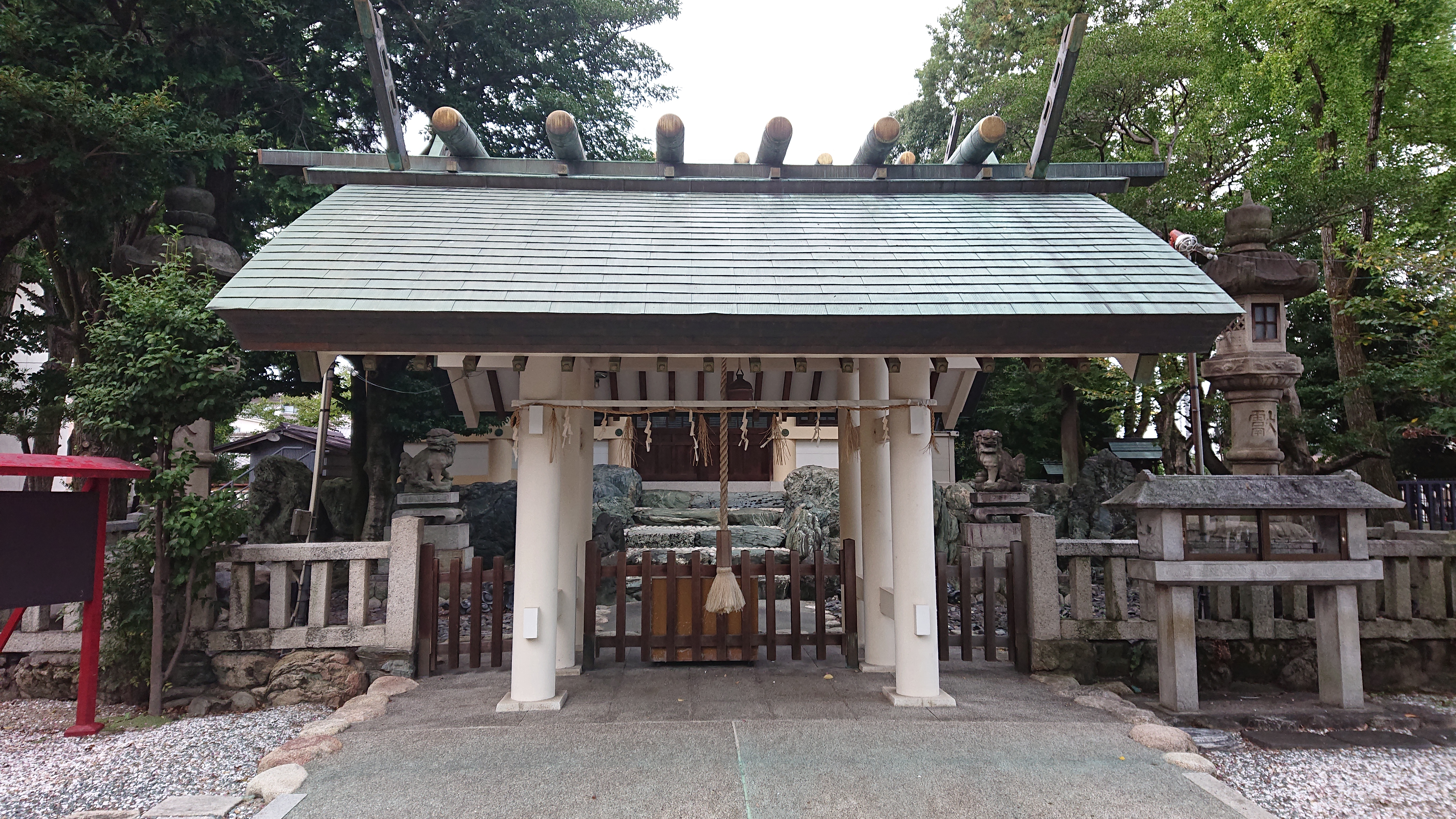
六所宮

### 道路
- 愛知県道102号名古屋犬山線（防衛道路）
- 上飯田通（名古屋市道御成線）

### 施設
消防
- 名古屋市消防局消防救助隊（ハイパーレスキュー）第三方面隊

医療
- 医療法人愛生会 総合上飯田第一病院 - 名古屋大学医学部と関係が深く、日本屈指の最新鋭の診療機材を備えている。
- 北病院

郵便局
- 名古屋北郵便局
- 名古屋上飯田郵便局

運動施設
- SOUL BOX畑中ボクシングジム

その他の施設
- 愛知県環境調査センター
- 愛知県衛生研究所

商業施設
- Mikawaya上飯田店（旧・名鉄パレ）
- そよら上飯田　
  - イオンスタイル上飯田（旧・ダイエー）[注釈 3]
- アオキスーパー 上飯田店

企業
- 上飯田連絡線株式会社事務所
- アサダ本社

教育
- 愛知調理専門学校
- 名古屋市立大曽根中学校
- 名古屋市立飯田小学校
- 名古屋市立宮前小学校
- 名古屋市上飯田児童館

### 名所・旧跡
- 六所宮
- 御用水跡 - 矢田川から名古屋城まで水を通すために江戸時代に造られた人工河川「堀川」の給水口（始点）。桜並木でも有名である。

## 上飯田バスターミナル
上飯田バスターミナル - 旧・名古屋市電上飯田電車運輸事務所跡地に建設された。

### バス路線
上飯田線開業前の停留所名は「上飯田町」だった。昔より本数は減ったものの名古屋駅や栄へ向かうバスは現在も多数運行されている。しかしここから地下鉄を利用すると平安通駅（名古屋駅へは更に久屋大通駅または栄駅でも。もしくは大曽根駅でJRに）でも乗り換えが生じるため、乗り換える客は少ない。

#### 名古屋市営バス
名古屋市営バス：「上飯田」バス停
- 幹名駅1：東区役所・大津橋経由 名古屋駅行
- 名駅13：光音寺町・天神山経由 名古屋駅行
- 曽根13：平安通・西大曽根経由 大曽根行／水分橋経由 味鋺住宅行／水分橋・楠町経由 如意車庫前・喜惣治1丁目行
- 鶴舞11：東区役所・布池経由 鶴舞公園行
- 栄14：赤塚・東片端経由 栄行
- 北巡回：平安通・大曽根・西杉町経由 黒川行／辻町・城北小学校経由 黒川行
- 楠巡回：大曽根・上飯田・新川中橋経由 如意車庫前行／大曽根・上飯田・楠町経由 如意車庫前行
- 守山11・守山巡回：守山新堀・新守山駅・小幡・小幡緑地経由 新守山駅行
- 上・西（出入庫）：辻本通・安井町西・福徳町・金城町三丁目経由　西部医療センター行（平日8時台に片道1本のみ運行。2023年1月4日より運行開始）[79][80]。

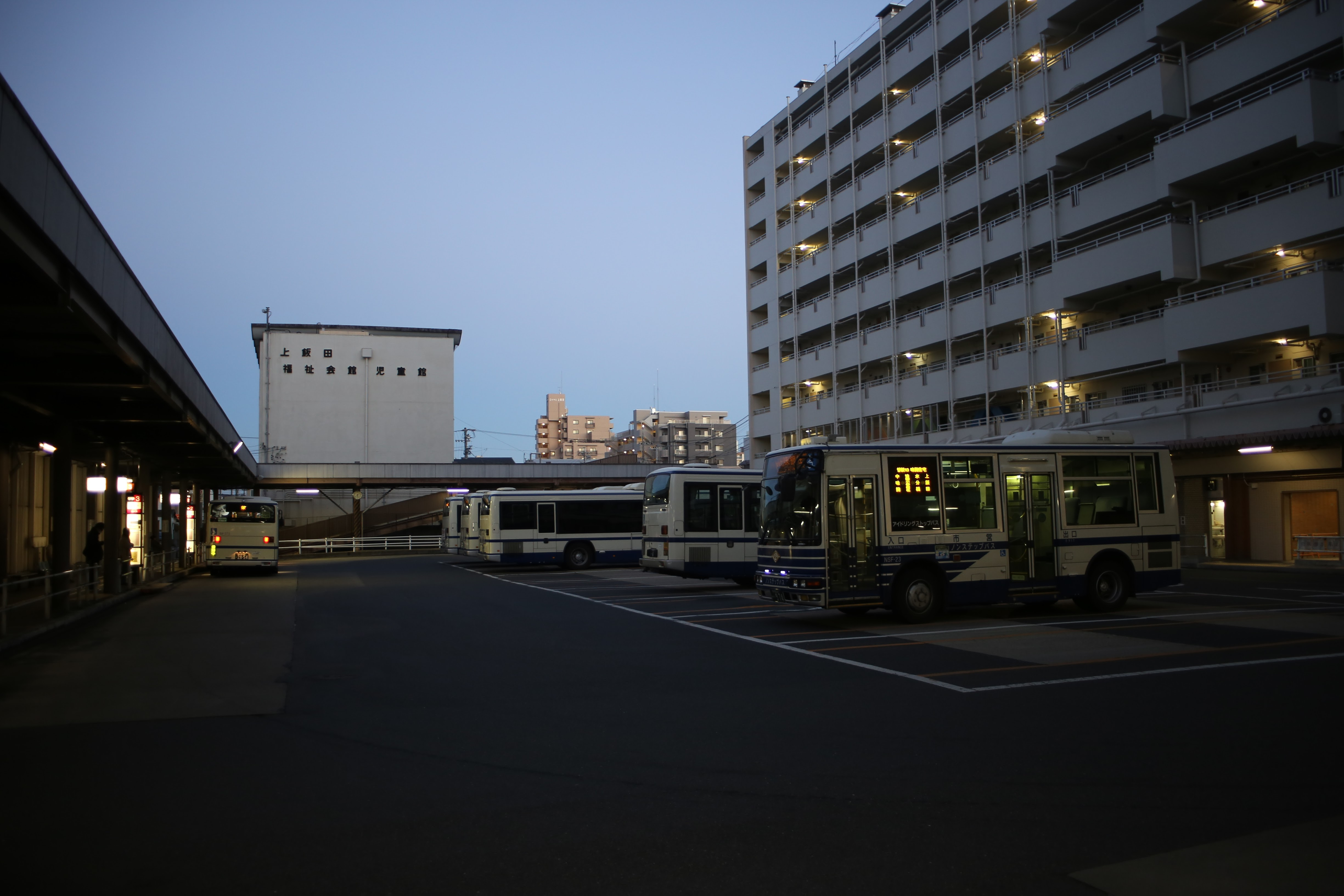
上飯田バスターミナル（2017年2月）
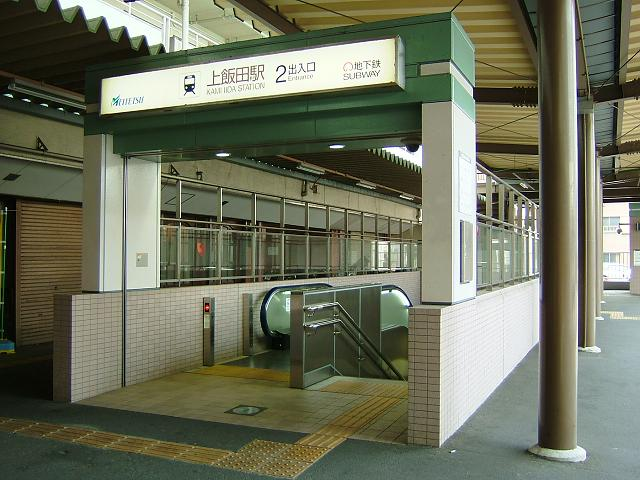
上飯田バスターミナル内駅2番出口

## 隣の駅
名古屋市営地下鉄・名古屋鉄道
- 上飯田線・KM 小牧線
  - 平安通駅（名古屋市営地下鉄上飯田線・K02） - 上飯田駅 （K01・KM13） - 味鋺駅（名鉄小牧線・KM12）